# NGC 4855
NGC 4855 is een elliptisch sterrenstelsel in het sterrenbeeld Maagd. Het hemelobject werd op 19 april 1882 ontdekt door de Duitse astronoom Ernst Wilhelm Leberecht Tempel.

## Synoniemen
- MCG -2-33-77
- PGC 44572